# Danny Rolling
Daniel Harold Rolling (Shreveport, 26 maggio 1954 – Starke, 25 ottobre 2006) è stato un serial killer statunitense.
Chiamato the Gainesville Ripper (lo squartatore di Gainesville), ha confessato l'omicidio e la mutilazione di cinque studenti della cittadina del Florida, nell'agosto del 1990, le violenze sessuali su alcune delle sue vittime, un triplice omicidio a Shreveport nel 1989 e il tentato omicidio del padre nel maggio del 1990. Le vittime accertate rimangono 5, ma è fortemente sospettato del triplice omicidio.

## Biografia
Danny Rolling era figlio di James e Claudia Rolling. Suo padre, un poliziotto, commetteva abusi ai danni di Danny (al quale confessò anche che era un figlio non voluto), di sua madre e in seguito di suo fratello, Kevin. Claudia cercò di lasciare il marito più volte, ma non ci riuscì mai.
Durante la sua adolescenza, Danny subì varie incarcerazioni dopo una serie di rapine commesse in Georgia e, negli anni immediatamente successivi, ebbe problemi ad integrarsi nella società e mantenere un lavoro stabile. Iniziò in seguito a lavorare come cameriere ad un ristorante della catena Pancho's nella sua città natale di Shreveport mentre nel 1990, egli tentò di uccidere suo padre durante un litigio.

## "Lo squartatore di Gainesville"
In seguito Rolling si trasferì in Florida, dove iniziò la sua carriera di ladro e rapinatore, che culminò nell'uccisione di cinque persone a Gainesville. La sua firma consisteva nel disporre i corpi in modo tale da evidenziare la carneficina, disponendo vari specchi e decapitando o mettendo in posa le sue vittime.
Nonostante i pochi indizi a disposizione delle autorità, nel novembre 1991 Rolling fu accusato di vari omicidi, e il procuratore della Contea di Alachua, Rod Smith, guidò l'accusa. Rolling si dichiarò colpevole davanti alla corte, quasi quattro anni dopo gli omicidi. In seguito fu incarcerato e condannato alla pena di morte per ciascun omicidio.
Un'altra persona, Edward Humphrey, proveniente da Indiatlantic in Florida, fu inizialmente sospettato degli omicidi di Gainesville; le autorità lo considerarono estraneo ai fatti dopo l'arresto di Rolling. Anche un altro uomo, Brandon Curry, fu inizialmente sospettato.
In seguito, Rolling confessò in una lettera l'omicidio di William T. Grissom (55 anni), sua figlia Julie (24 anni) e suo nipote Sean (8 anni), compiuto mentre questi si preparavano a cenare il 4 novembre 1989 a casa loro, a Shreveport. La polizia di Shreveport aveva messo in guardia quella di Gainesville per le similitudini nella scena del delitto. Gli organi di sicurezza della città della Louisiana non chiesero mai l'estradizione, pensando che Rolling sarebbe stato giustiziato con maggior facilità in Florida, piuttosto che in Louisiana.

## L'esecuzione
Rolling fu giustiziato tramite iniezione letale il 25 ottobre 2006 e dichiarato morto alle 18.13 (ora locale), dopo che la Corte Suprema ebbe rifiutato il suo ultimo tentativo di far sospendere la sentenza. Pare che egli non abbia mostrato rimorsi e che abbia rifiutato ogni commento o richiesta di scuse ai parenti delle sue vittime, molti dei quali erano presenti all'esecuzione come testimoni. Durante l'esecuzione cantò una canzone scritta da lui stesso.
Il suo ultimo pasto consistette in coda d'aragosta, farfalle ai gamberetti, patate al forno, cheesecake alla fragola e tè freddo. Poco prima dell'esecuzione, confessò anche gli omicidi della famiglia Grissom.

## Influenza culturale
- La scrittrice Sondra London incontrò Rolling in carcere, mentre stava lavorando con Gerard John Schaefer ed altri serial killer.
- Rolling e gli omicidi di Gainesville sono il soggetto del libro Beyond Murder di John Philpin e John Donnelly.
- Rolling fu ritratto in un episodio del programma televisivo statunitense Body of Evidence: From the Case Files of Dayle Hinman. Durante il processo, il network che trasmise il programma, Court TV, fece un'intervista con sua madre.
- Anche il film Scream si ispira in parte alla storia di Rolling.
- Il brano Gemini dall'album Undisputed Attitude degli Slayer parla proprio di Rolling.